# Rainbow Theatre
Il Rainbow Theatre, originariamente noto come Finsbury Park Astoria, è un edificio classificato di II grado* a Finsbury Park, Londra. 
Il teatro fu costruito nel 1930 come cinema. In seguito venne utilizzato come sala concerti.
 Oggi l'edificio è utilizzato dalla Chiesa universale del Regno di Dio, una chiesa evangelica.